# Панкхёрст, Адела
Адела Констанция Мэри Панкхёрст Уолш (англ. Adela Constantia Mary Pankhurst Walsh; 19 июня 1885, Манчестер, Ланкашир, Великобритания — 23 мая 1961, Сидней, Австралия) — британская и австралийская суфражистка, общественный и политический деятель, одна из основателей Коммунистической партии Австралии. Дочь Эммелин и Ричарда Панкхёрстов, сестра Кристабель и Сильвии.

## Биография
Адела Панкхёрст родилась в 1885 году в Манчестере в семье суфражистки и общественного и политического деятеля Эммелин Панкхёрст, урождённой Гульден, и барристера и социалиста Ричарда Панкхёрста. Её родители были знаменитыми борцами за права женщин. Адела вместе со старшими сёстрами Кристабель и Сильвией продолжила их дело. Ричард скончался в 1898 году. Впоследствии Адела вспоминала, что отец сыграл важную роль в её воспитании. Она считала себя нелюбимым ребёнком у матери. 
Адела хорошо училась в школе, и учителя советовали ей попробовать поступить в Оксфордский университет. Эммелин Панкхёрст была против этого. В 1901 году Адела заболела скарлатиной. Её мать отправила её Швейцарию. Когда Адела вернулась в Манчестер, она решила стать учителем. Эммелин была против этой работы, так как считала её «занятием рабочего класса». Несмотря на это, к 1903 году Адела работала учительницей в начальной школе.
Адела состояла в Женском социально-политическом союзе, основанном её матерью и сестрами. Вместе с ними она принимала участие в протестных акциях, критиковала Уинстона Черчилля. В 1909 году она с напарницами была арестована в Данди и ударила полицейского, за что её отправили в тюрьму на 7 дней после отказа оплатить штраф. Адела начала голодовку, однако в отличие от других активисток не подверглась принудительному кормлению по состоянию здоровья. В 1912 году она поступила в женский колледж Studley College.
С годами отношения в семье начали портиться. Адела и Сильвия стали придерживаться левых взглядов, в отличие от матери и Кристабель. Адела также не одобряла насильственные методы протеста суфражисток. В итоге Сильвия была исключена из Женского социально-политического союза, а Адела отправлена в Австралию в 1914 году. Тогда же началась Первая мировая война. Адела вместе с суфражисткой Видой Гольдштейн начали антивоенную кампанию в Австралии. Эммелин была категорически против действий младшей дочери.
30 сентября 1917 года Адела вышла замуж за Тома Уолша, вдовца с тремя дочерьми и профсоюзного деятеля. В браке родилось шестеро детей. Через шесть дней после свадьбы Адела была приговорена к четырем месяцам тюремного заключения за серию преступлений против общественного порядка, совершённых во время демонстраций против призыва на военную службу. Она была освобождена в январе 1918 года. 
В 1921 году супруги стали одними из основателей и членами исполнительного комитета Коммунистической партии Австралии. Однако в 1923 году они покинули партию и начали симпатизировать правым взглядам. В 1927 году Адела основала антикоммунистическую организацию «Австралийская женская гильдия империи» (англ. Australian Women's Guild of Empire). Она выступала против контрацепции, абортов и детских садов. В 1930-х годах она приняла участие в создании фашистского и антисемитского движения Australia First Movement, которое выступало за союз с нацистской Германией и Японией. В марте 1942 года Адела была арестована за свою политическую деятельность и провела несколько месяцев в заключении. Том умер в 1943 году.
Адела Панкхёрст ушла из жизни в 1961 году. Перед смертью она  приняла католичество. Она менее известна, нежели её мать и сёстры. Её имя и фотография вместе с 58 другими борцами за избирательные права для женщин были увековечены на пьедестале статуи Миллисент Фосетт в Лондоне, установленной в 2018 году.